# سيم جيل
سيم جيل (بالإنجليزية: Sim Gill)‏ هو محامي وسياسي أمريكي، ولد في 1961. حزبياً، نشط في الحزب الديمقراطي.